# Pulaski (narzędzie)

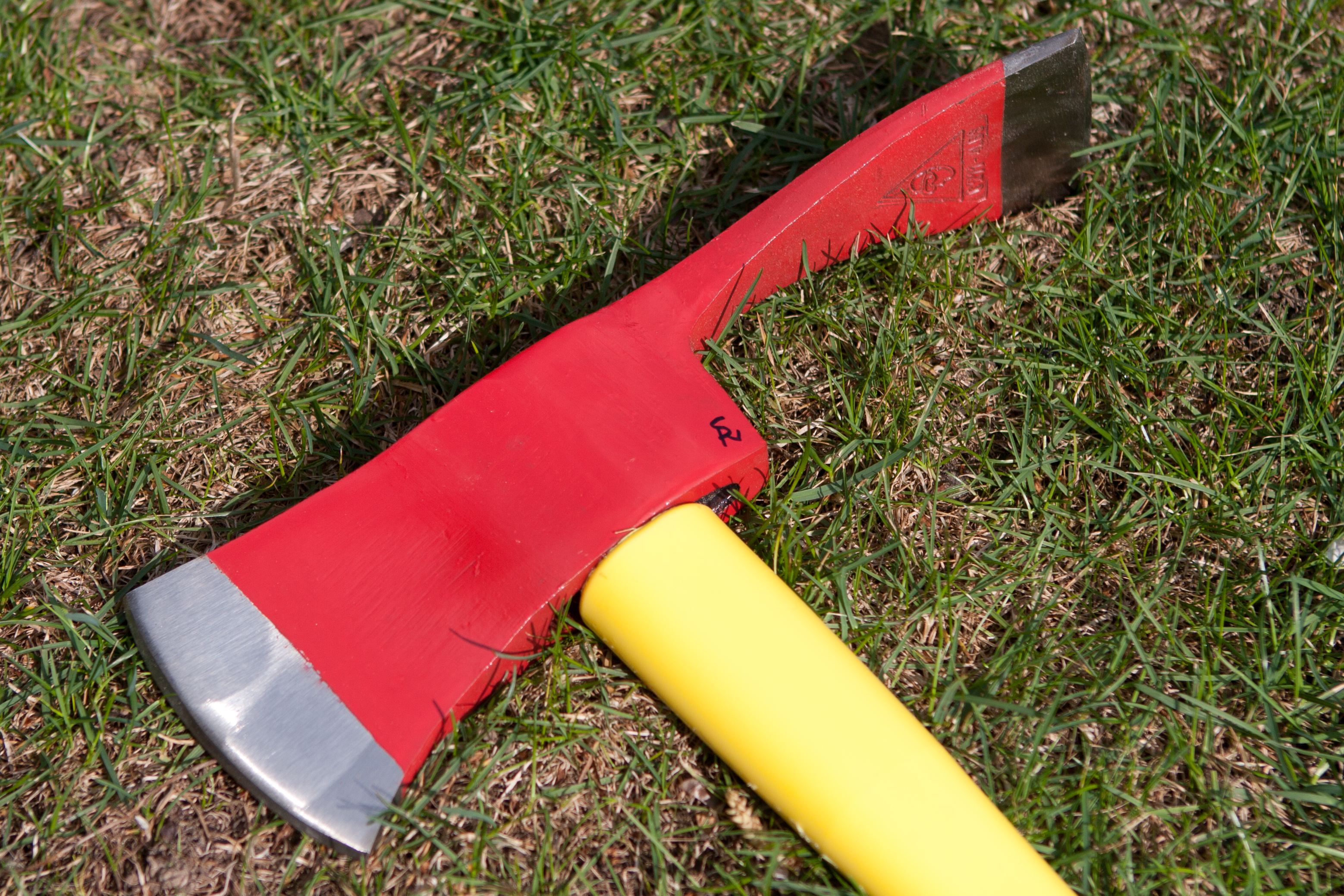
„Pulaski” to narzędzie będące połączeniem topora i ciesaka

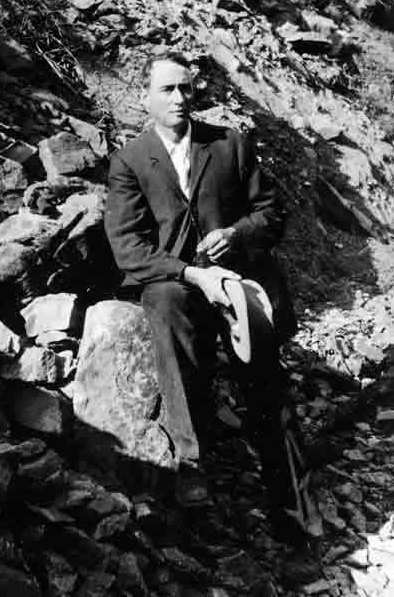
Wynalazca narzędzia Edward Pulaski w roku 1910

Pulaski – narzędzie będące połączeniem topora i ciesaka znajdujące się na wyposażeniu jednostek ratowniczych walczących z pożarami lasów w Stanach Zjednoczonych, wynalezione przez Edwarda Pulaskiego (1866–1931) w roku 1911.

## Historia
Edward Pulaski dołączył do Służby Leśnej Stanów Zjednoczonych, gdy miał 40 lat pracując wcześniej między innymi jako górnik i kowal. W 1910 stał się bohaterem podczas Wielkiego Pożaru, który w 36 godzin strawił ponad trzy miliony akrów w trzech amerykańskich stanach: Idaho, Montanie i Waszyngtonie. Pulaski, uwięziony przez szalejący ogień, uratował większość swoich ludzi, ukrywając się przez wiele godzin w starym szybie kopalnianym, dopóki ogień na zewnątrz nie ustąpił. Lecząc się z własnych poważnych ran, Edward Pulaski postanowił opracować narzędzie, które mogłoby pełnić funkcje najbardziej podstawowego ale i niezbędnego wyposażenia przeciwpożarowego. Przed 1911 opracowano podobne narzędzia do usuwania ziemi, uprawy roli i zwalczania pożarów. Pulaski skupił swoją uwagę na narzędziu wymyślonym przez jego przełożonego Williama Weigle’a, które było kombinacją topora, motyki i łopaty. W swoim warsztacie kowalskim Edward Pulaski zmodyfikował to narzędzie pozbywając się łopaty i wydłużając ostrza topora i ciesaka – w ten sposób powstał „Pulaski”.
Amerykańscy strażacy zaczęli regularnie korzystać z „Pulaskiego” na początku lat 20. XX wieku, kiedy to stał się standardowym narzędziem do walki z pożarami do czasów współczesnych. Powszechnym zastosowaniem „Pulaskiego” jest tworzenie pasów przeciwpożarowych – odcinków ziemi pozbawionych roślinności, które mogą powstrzymywać pożary lasów. Strażacy ścinają drzewa toporem, odcinają korzenie i krzewy ostrzem ciesaka, a jego szeroką częścią wykopują bariery.  
Narzędzie na przestrzeni ponad 100 lat pozostało w dużej mierze niezmienione w swojej konstrukcji. Oryginalny prototyp Edwarda Pulaskiego jest wystawiony w Muzeum Górnictwa Dystryktu Wallace w mieście Wallace w stanie Idaho. Jego inicjały są wygrawerowane na przecięciu topora i ciesaka.

## Galeria

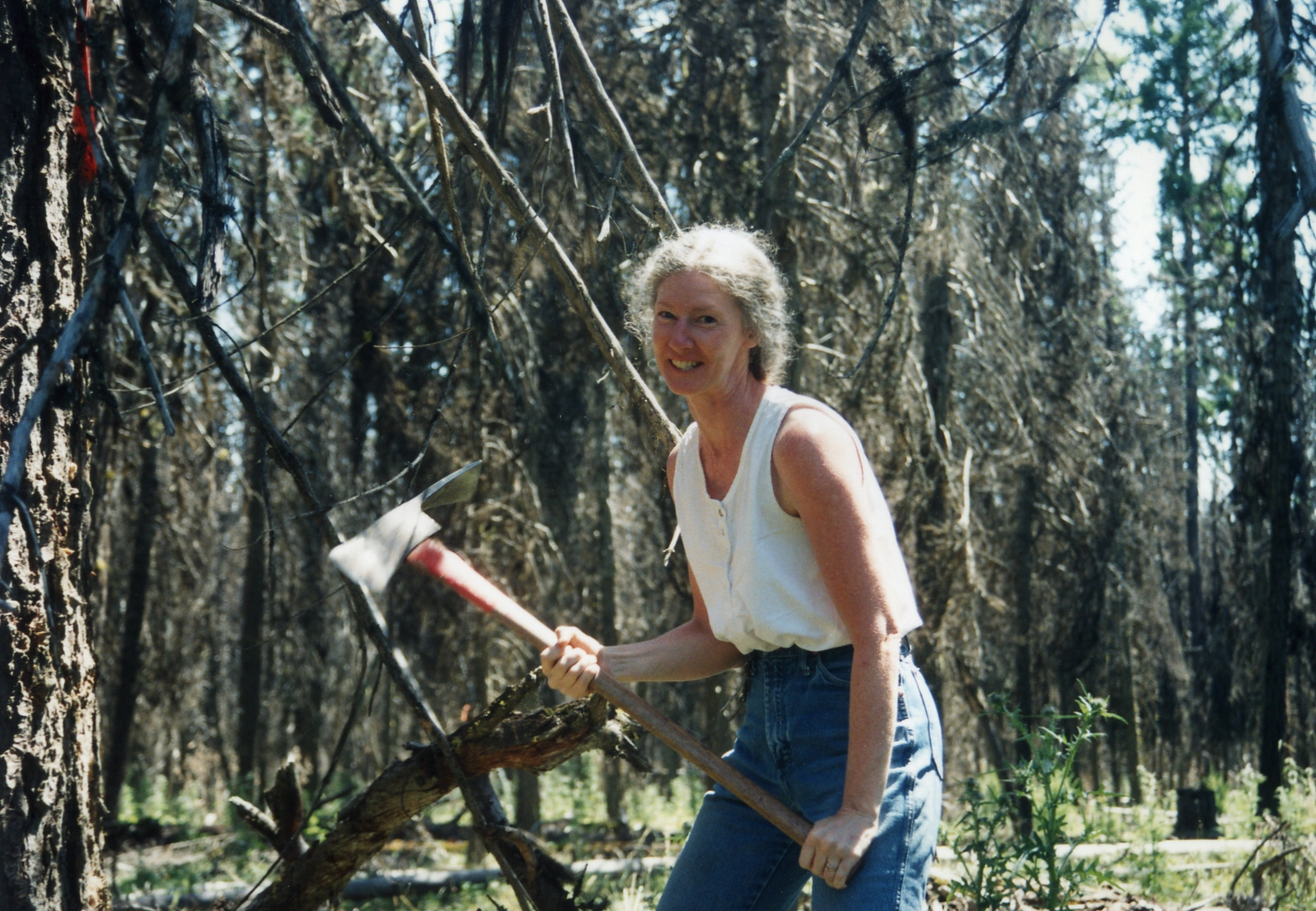
Kobieta z „Pulaskim”
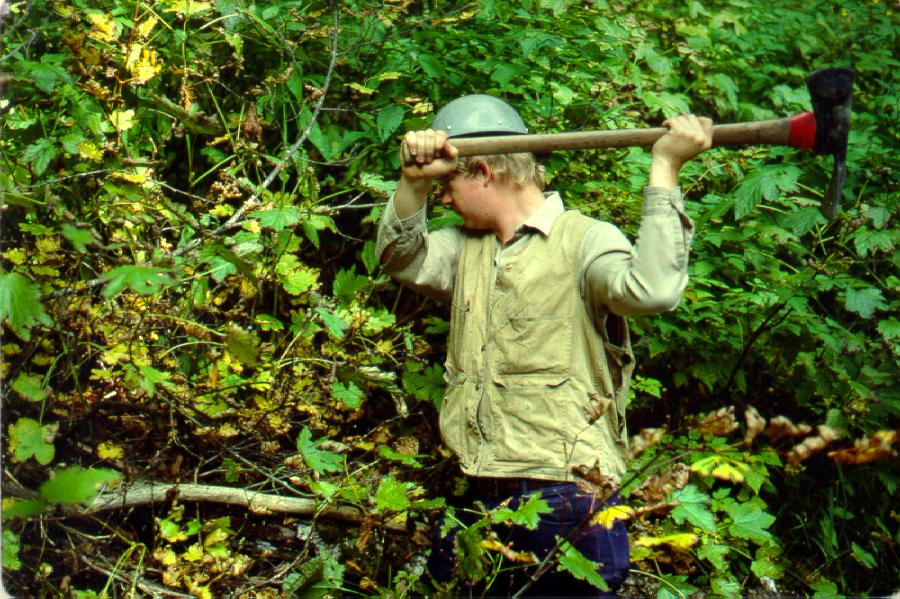
Mężczyzna z „Pulaskim”